# Ferdi Rohde
Ferdinand (Ferdi) Rohde (Dringenberg, 7 november 1957) is een Duits voormalig voetballer.
Rohde ging in 1976 van FC Paderborn naar 1. FC Köln in de Bundesliga. Zijn inzet bleef bij deze club echter beperkt tot enkele invalbeurten. Vervolgens kwam hij uit voor Rot-Weiß Lüdenscheid in de 2. Bundesliga. Via La Louvière in België kwam Rohde in 1980 bij FC Twente terecht. In zijn eerste officiële duel voor de Tukkers op 24 augustus 1980 tegen Willem II scoorde de spits beide doelpunten.
In drie seizoenen voor FC Twente maakte Rohde 28 doelpunten in 83 officiële wedstrijden. In seizoen 1980/81 kwam hij met FC Twente uit in de UEFA Cup. Hij scoorde in de thuiswedstrijden tegen IFK Göteborg en Dynamo Dresden. In seizoen 1982/83 degradeerde Rohde met FC Twente naar de Eerste divisie. Hij vertrok na dat seizoen naar VfB Oldenburg in de 2. Bundesliga.
Rohde kwam vier jaar uit voor Oldenburg. Hij speelde vervolgens nog een jaar voor VfL Herzlake in de hoogste Duitse amateurklasse. Daarna verhuisde hij naar Bad Zwischenahn, waar hij ondernemer werd.

## Carrièrestatistieken
| Seizoen         | Club                 | Land            | Competitie      | Competitie | Competitie | Beker | Beker | Internationaal | Internationaal | Overig | Overig | Totaal | Totaal |
| Seizoen         | Club                 | Land            | Competitie      | Wed.       | Dlp.       | Wed.  | Dlp.  | Wed.           | Dlp.           | Wed.   | Dlp.   | Wed.   | Dlp.   |
| --------------- | -------------------- | --------------- | --------------- | ---------- | ---------- | ----- | ----- | -------------- | -------------- | ------ | ------ | ------ | ------ |
| 1976/77         | 1. FC Köln           | Duitsland       | Bundesliga      | 4          | 0          | 1     | 0     | 0              | 0              | 0      | 0      | 5      | 0      |
| 1977/78         | Rot-Weiß Lüdenscheid | Duitsland       | 2. Bundesliga   | 24         | 3          | 0     | 0     | –              | –              | 0      | 0      | 24     | 3      |
| 1978/79         | La Louvière          | België          | Eerste klasse   | –          | –          | –     | –     | –              | –              | 0      | 0      | –      | –      |
| 1979/80         | La Louvière          | België          | Tweede klasse   | –          | –          | –     | –     | –              | –              | 0      | 0      | –      | –      |
| 1980/81         | FC Twente            | Nederland       | Eredivisie      | 34         | 11         | –     | 1     | 4              | 2              | 0      | 0      | –      | 14     |
| 1981/82         | FC Twente            | Nederland       | Eredivisie      | 22         | 10         | –     | 3     | –              | –              | 0      | 0      | –      | 13     |
| 1982/83         | FC Twente            | Nederland       | Eredivisie      | 18         | 3          | –     | 0     | –              | –              | 0      | 0      | –      | 3      |
| 1983/84         | VfB Oldenburg        | Duitsland       | Oberliga Nord   | –          | –          | –     | –     | –              | –              | 0      | 0      | –      | –      |
| 1984/85         | VfB Oldenburg        | Duitsland       | Oberliga Nord   | –          | –          | 1     | 0     | –              | –              | 0      | 0      | –      | –      |
| 1985/86         | VfB Oldenburg        | Duitsland       | Oberliga Nord   | –          | –          | –     | –     | –              | –              | 0      | 0      | –      | –      |
| 1986/87         | VfB Oldenburg        | Duitsland       | Oberliga Nord   | –          | –          | –     | –     | –              | –              | 0      | 0      | –      | –      |
| Carrière totaal | Carrière totaal      | Carrière totaal | Carrière totaal | –          | –          | –     | 4     | 4              | 2              | 0      | 0      | –      | –      |

## Erelijst
1. FC Köln
| Nationaal |    |         |
| DFB-Pokal | 1x | 1976/77 |